# Villesèque-des-Corbières
Villesèque-des-Corbières település Franciaországban, Aude megyében. Lakosainak száma 379 fő (2022. január 1.). Villesèque-des-Corbières Durban-Corbières, Fontjoncouse, Fraissé-des-Corbières, Portel-des-Corbières, Roquefort-des-Corbières és Saint-André-de-Roquelongue községekkel határos.

## Népesség
A település népessége az elmúlt években az alábbi módon változott:
| Lakosok száma | 455  | 310  | 306  | 372  | 380  | 382  | 374  | 370  | 370  | 379  |
|               | 1968 | 1982 | 1990 | 2006 | 2013 | 2015 | 2017 | 2019 | 2020 | 2022 |